# Melanarctia
Melanarctia este un gen de insecte lepidoptere din familia Arctiidae.

Cladograma conform Catalogue of Life:
| Melanarctia | \| \| Melanarctia lativitta \| \| \| \| \| \| Melanarctia occendeni \| \| \| \| \| \| Melanarctia ockendeni \| \| \| \| |
|             | \| \| Melanarctia lativitta \| \| \| \| \| \| Melanarctia occendeni \| \| \| \| \| \| Melanarctia ockendeni \| \| \| \| |
|             | Melanarctia lativitta                                                                                                   |
|             | |
|             | Melanarctia occendeni                                                                                                   |
|             | |
|             | Melanarctia ockendeni                                                                                                   |
|             | |